# Фокс, Фиби
Фи́би Мерсе́дес Фокс (англ. Phoebe Mercedes Fox, род. 16 апреля 1987, Хаммерсмит, Лондон) — английская актриса.

## Биография
После окончания обучения в Королевской академии драматического искусства в 2010 году, Фокс появилась в театральной постановке «Месяц в деревне» на театральном фестивале Чичестер. В следующем году она сыграла в «Как вам это понравится» в театр Роуз, а также появилась в спектаклях Ройал-Корт и Королевском национальном театре. Благодаря участию в этих постановках Фокс была номинирована на театральную премию газеты Evening Standard как выдающийся новичок, которую она «уступила» своему супругу Кайлу Соллеру.
В 2011 году она также была отмечена в списке «Завтрашние кинозвёзды международной величины».
В 2012 году Фокс сыграла роль Грейс в телесериале «Ведьмы четырёх стихий», рассказывающем о городских ведьмах. В 2014 году она появилась в «Мушкетёрах» в роли герцогини Савойской; в «Поэте в Нью-Йорке» — в роли Лиз Рейтелл, а в «Женщине в чёрном 2: Ангел смерти» — Евы Паркинс.
В 2015 году Фокс исполнила роль Ванессы Белл в «Жизни в квадратах», драме BBC о Блумсберийском кружке, а также появилась в фильме «Всевидящее око».

## Личная жизнь
Фокс является дочерью актёров Стюарта Фокса и Прю Кларк. Она замужем за актёром Кайлом Соллером, с которым познакомилась в Королевской академии драматического искусства. Они живут в Лондоне.

## Фильмография
| Год  | Название на русском              | Название на английском              | Роль                   | Примечания                                      |
| ---- | -------------------------------- | ----------------------------------- | ---------------------- | ----------------------------------------------- |
| 2011 | Один день                        | One Day                             | девушка в ночном клубе |                                                 |
| 2011 | Чёрное зеркало                   | Black Mirror                        | Халлам                 | Эпизод «The Entire History of You»              |
| 2012 | Подъём                           | Coming Up                           | Маша Хоукинс           | Эпизод «If We Dead Awaken»                      |
| 2012 | Новые трюки                      | New Tricks                          | Элеанор Хиггинс        | Эпизод «Old School Ties»                        |
| 2012 | Ведьмы четырёх стихий            | Switch                              | Грейс Уоткинс          | Главная роль (6 эпизодов)                       |
| 2014 | Поэт в Нью-Йорке                 | A Poet in New York                  | Лиз Рейтелл            |                                                 |
| 2014 | Мушкетёры                        | The Musketeers                      | герцогиня Савойская    | Эпизод «The Good Soldier»                       |
| 2014 | Военная книга                    | War Book                            | Кейт                   |                                                 |
| 2015 | Женщина в чёрном 2: Ангел смерти | The Woman in Black: Angel of Death  | Ева Паркинс            |                                                 |
| 2015 | Всевидящее око                   | Eye in the Sky                      | Кэрри Гершон           |                                                 |
| 2015 | Жизнь в квадратах                | Life in Squares                     | Ванесса Белл           |                                                 |
| 2016 | Пустая корона                    | The Hollow Crown: Wars of the Roses | леди Анна Невилл       | Эпизоды «Генрих VI, части 2 и 3» и «Ричард III» |
| 2016 | Близко к врагу                   | Close to the Enemy                  | Кэти Гриффитс          | Главная роль (6 эпизодов)                       |
| 2018 | Голубая игуана                   | Blue Iguana                         | Кэтрин Руквуд          |                                                 |
| 2019 | Аэронавты                        | The Aeronauts                       | Антония                |                                                 |
| 2020 | Великая                          | The Great                           | Мариэль                | Роль второго плана                              |

## Радио
- Расследования Лавкрафта — Люси Хоторн (1 сезон), Паркер (2 и 3 сезоны).

## Театр
| Год       | Название                                         | Роль               | Театр                          | Прим.  |
| --------- | ------------------------------------------------ | ------------------ | ------------------------------ | ------ |
| 2010      | Месяц в деревне                                  | Вера Александровна | Театральный фестиваль Чичестер | [ 6 ]  |
| 2011      | Как вам это понравится                           | Селия              | Театр Роуз                     | [ 7 ]  |
| 2011      | The Acid Test                                    | Рут                | Ройал-Корт                     | [ 8 ]  |
| 2011      | Это война                                        | Анна               | Королевский национальный театр | [ 9 ]  |
| 2011      | All the trees of the field in response to Isaiah | Эш                 | Театр Буш                      | [ 10 ] |
| 2012      | Король Лир                                       | Корделия           | Алмейда                        |        |
| 2014      | Вид с моста                                      | Кэтрин             | Янг-Вик                        | [ 11 ] |
| 2015/2016 | Вид с моста                                      | Кэтрин             | Лицейский театр                | [ 12 ] |
| 2017      | Двенадцатая ночь                                 | Оливия             | Национальный театр             | [ 13 ] |